# Акрон (Нью-Йорк)
Акрон (англ. Akron) — селище (англ. village) в США, в окрузі Ері штату Нью-Йорк. Населення — 2888 осіб (2020).

## Географія
Акрон розташований за координатами 43°1′5″ пн. ш. 78°29′51″ зх. д. / 43.01806° пн. ш. 78.49750° зх. д. (43.018115, -78.497576).  За даними Бюро перепису населення США в 2010 році селище мало площу 5,12 км², уся площа — суходіл.

## Демографія
Згідно з переписом 2010 року, у селищі мешкало 2868 осіб у 1293 домогосподарствах у складі 771 родини. Густота населення становила 560 осіб/км².  Було 1382 помешкання (270/км²).
Расовий склад населення:
| - 96,3 % — білих - 1,5 % — корінних американців - 0,5 % — чорних або афроамериканців - 0,3 % — азіатів |

До двох чи більше рас належало 1,3 %. Частка іспаномовних становила 1,3 % від усіх жителів.
За віковим діапазоном населення розподілялося таким чином: 21,5 % — особи молодші 18 років, 60,1 % — особи у віці 18—64 років, 18,4 % — особи у віці 65 років та старші. Медіана віку мешканця становила 42,3 року. На 100 осіб жіночої статі у селищі припадало 93,1 чоловіків;  на 100 жінок у віці від 18 років та старших — 88,1 чоловіків також старших 18 років.
Середній дохід на одне домашнє господарство  становив 62 400 доларів США (медіана — 47 311), а середній дохід на одну сім'ю — 76 356 доларів (медіана — 58 229). Медіана доходів становила 40 980 доларів для чоловіків та 38 043 долари для жінок. За межею бідності перебувало 4,9 % осіб, у тому числі 0,0 % дітей у віці до 18 років та 7,5 % осіб у віці 65 років та старших.
Цивільне працевлаштоване населення становило 1481 особа. Основні галузі зайнятості: освіта, охорона здоров'я та соціальна допомога — 19,7 %, роздрібна торгівля — 16,7 %, виробництво — 15,7 %.